# Десятицилиндровый двигатель
Десятицилиндровый двигатель — поршневой двигатель внутреннего сгорания с 10 цилиндрами. Имеет V-образную компоновку. Цилиндры расположены параллельно в два ряда, по 5 в ряд. Данный тип двигателя применяется в спортивных автомобилях. Распространено применение двигателя в гоночных автомобилях.

## Особенности
Двигатель не является внутренне сбалансированным, этот недостаток компенсируется балансировочными валами. С этим связано ограниченное применение двигателя в автомобилях, поскольку ему предпочитают либо более простой и экономичный V8, либо не намного более сложный и лучше сбалансированный V12. Тем не менее он применялся в некоторых имиджевых машинах как компромисс между V8 и V12.

## В гоночных автомобилях
В гонках «Формулы 1» двигатель V10 применялся с 1989 по 2006 гг.

## Примеры использования
- Audi R8
- Audi S6 (C6)
- Audi RS6 (C6)
- Audi S8 (D3)
- BMW M5 (E60/E61)
- BMW M6 (E63/E64)
- Dodge Viper
- Dodge Ram
- Lamborghini Gallardo
- Lamborghini Huracan
- Lexus LFA
- Porsche Carrera GT
- Volkswagen Phaeton V10
- Volkswagen Touareg V10

## Галерея
- Lamborghini Gallardo
- Dodge Viper
- BMW M5
- Lexus LFA